# Microrégion de Florianópolis
La microrégion de Florianópolis est l'une des trois microrégions qui subdivisent la mésorégion du Grand Florianópolis de l'État de Santa Catarina au Brésil.
Elle comporte neuf municipalités qui regroupaient 878 852 habitants après le recensement de 2010 pour une superficie totale de 2 489 km².

## Municipalités
- Antônio Carlos
- Biguaçu
- Florianópolis
- Governador Celso Ramos
- Palhoça
- Paulo Lopes
- Santo Amaro da Imperatriz
- São José
- São Pedro de Alcântara